# Schulz-Rundohrblattnase

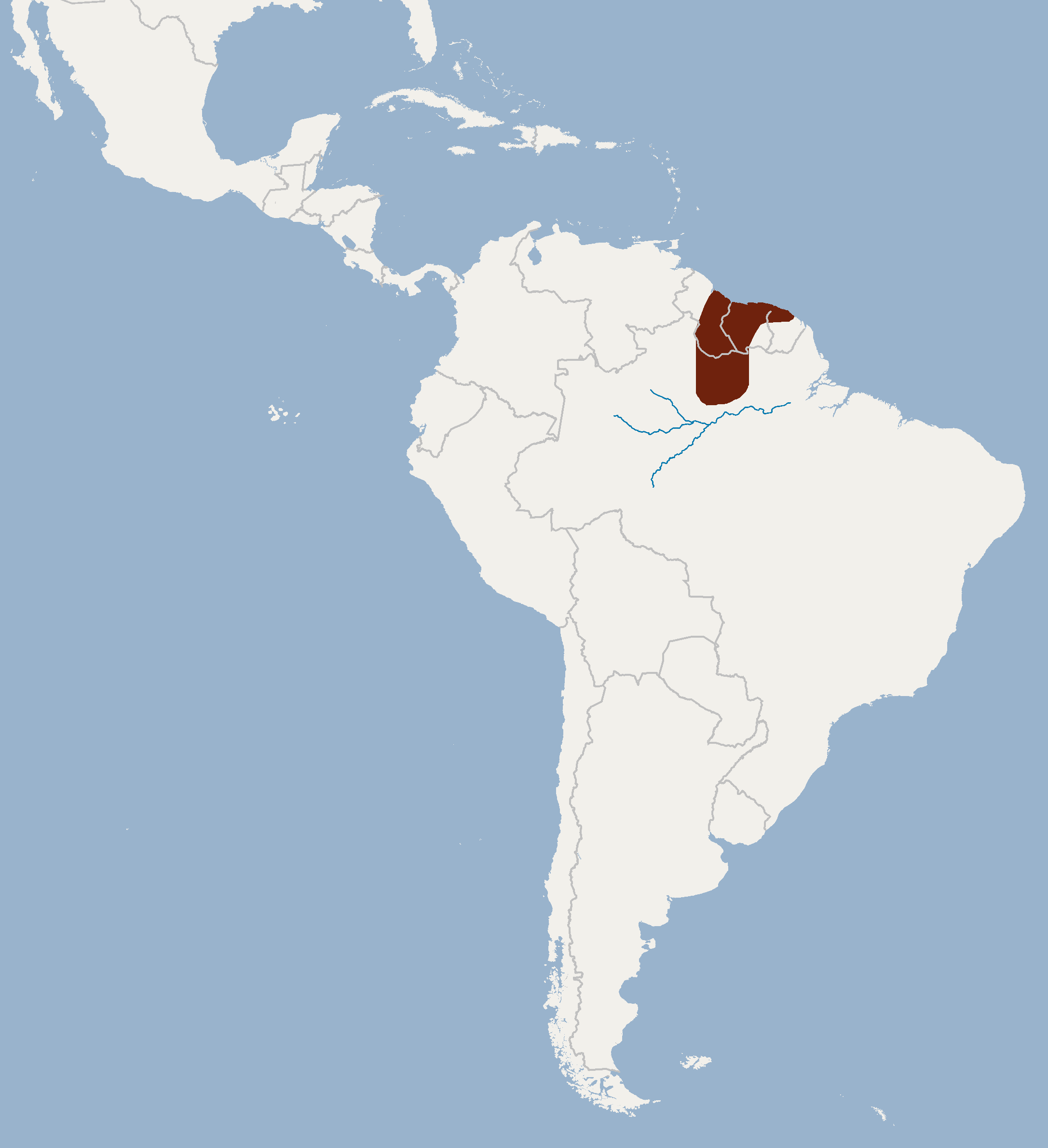
Skizze des Verbreitungsgebiets, das laut IUCN weiter nach Osten reicht

Die Schulz-Rundohrblattnase (Lophostoma schulzi) ist ein im nordöstlichen Südamerika verbreitetes Fledertier in der Unterfamilie der Lanzennasen. Die Art zählte zeitweilig zur Gattung Tonatia.

## Merkmale
Diese Fledermaus ist ohne Schwanz 63 bis 69 mm lang, die Schwanzlänge beträgt 12 bis 13 mm und das Gewicht liegt bei 15 g. Damit ist die Art nur etwas größer als die Kleine Rundohrblattnase (Lophostoma brasiliense) und kleiner als andere Gattungsvertreter. Sie hat 42 bis 45 mm lange Unterarme, Hinterfüße von 12 bis 14 mm Länge und 27 bis 29 mm lange Ohren. Im Gegensatz zu allen anderen Blattnasen besitzt die Schulz-Rundohrblattnase kleine warzenartige Strukturen an den hinteren Unterarmen, an den Fingern und Zehen, am Fersensporn (Calcar), an den Ohren und am Nasenblatt. Die Oberseite ist mit hellbraunem Fell bedeckt dessen Haare an den Spitzen heller sind. Das Fell ist weniger dicht an den hellen Flecken hinter den Ohren. Das unterseitige Fell hat eine noch hellere bis weiße Farbe. Die Ohren sind durch einen Hautstreifen auf der Stirn miteinander verbunden. Bei einigen Weibchen wurde eine vergrößerte Klitoris festgestellt, die einem Penis glich. In weiteren Merkmalen entspricht die Art anderen Gattungsmitgliedern.

## Verbreitung
Diese Fledermaus bewohnt die Region Guyanas und die angrenzenden Regionen Brasiliens. Sie lebt im Flachland und in mittleren Gebirgen bis 1500 Meter Höhe. Die Schulz-Rundohrblattnase bevorzugt ursprüngliche feuchte Wälder mit einem dichten Unterwuchs und besucht Sekundärwälder.

## Lebensweise
Die Verstecke der nachtaktiven Exemplare sind nicht bekannt. Nahe verwandte Arten ruhen oft in großen Nestern baumbewohnender Ameisen oder Termiten. Diese Fledermaus jagt Käfer, Laubheuschrecken sowie andere Insekten und ist wahrscheinlich wenig wählerisch. Ein Weibchen in Französisch-Guayana war im August mit einem Embryo trächtig.

## Gefährdung
Waldrodungen beeinträchtigen den Bestand. Die IUCN listet die Art aufgrund der weiten Verbreitung als nicht gefährdet (least concern).